# Fuseya Soteki

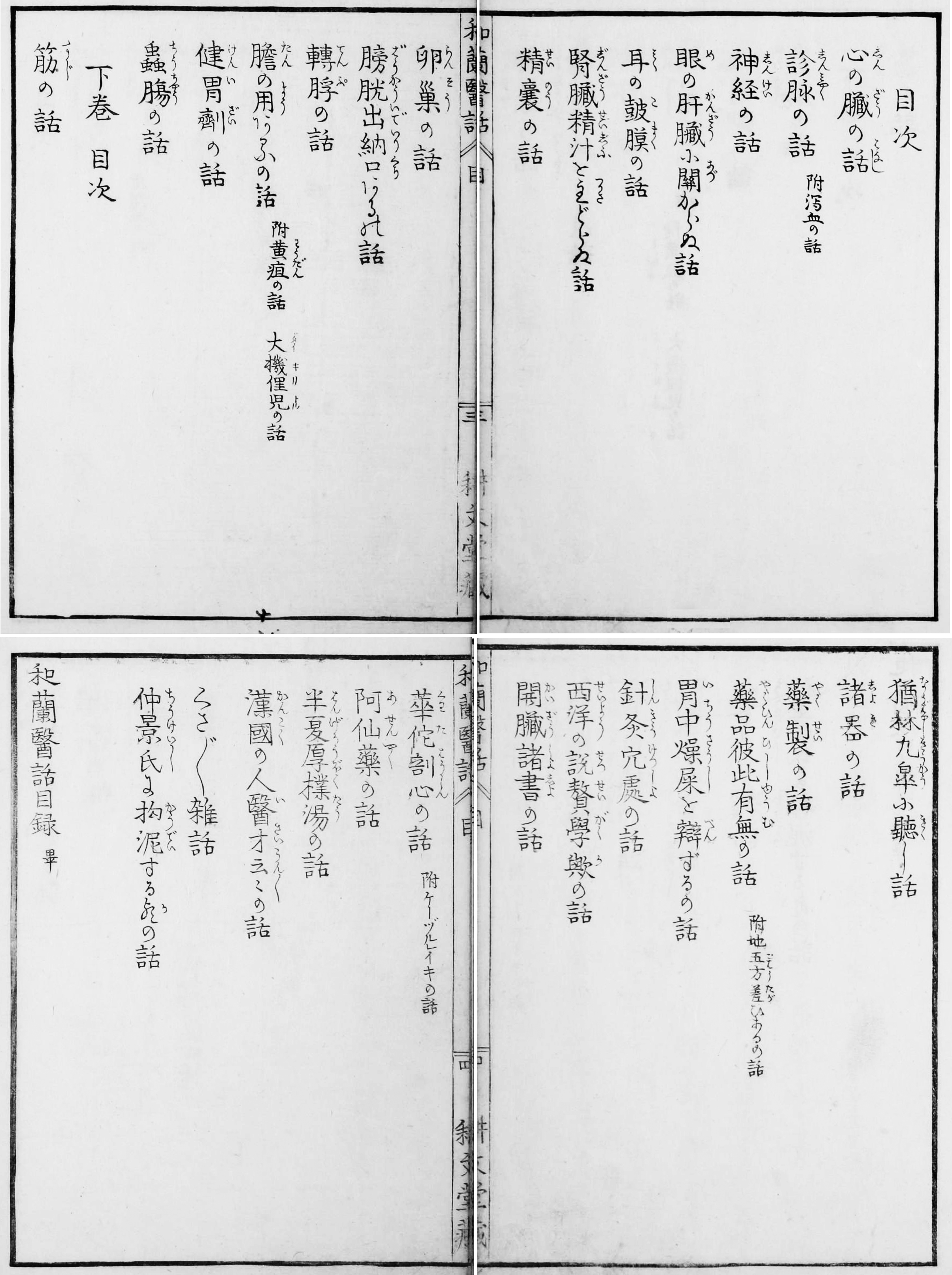
Inhaltsverzeichnis von Oranda Iwa (1805)

Fuseya Soteki (jap. 伏屋 素狄) (* 1. Januar 1748 im Dorf Nishimura, Provinz Kawachi, Distrikt Tannan; † 10. Januar 1812 in Osaka) war ein japanischer Arzt und „Hollandkundler“ (Rangakusha).

## Leben
Fuseya stammt ursprünglich aus einer Familie namens Yoshimura. Im Alter von 14 Jahren wurde er von der Familie Fuseya adoptiert, zu der es alte verwandtschaftliche Beziehungen gab. Dort betrieb man eine Sake-Brauerei, doch schlug er die ärztliche Laufbahn ein. Zu seiner traditionell ausgerichteten Ausbildung, die er sicher als Schüler eines Arztes seiner Region erhielt, ist nichts bekannt. Eine Zeitlang praktizierte er in Sakai, zog dann aber zwischen 1789 und 1801 nach Osaka um. Hier gelangte er an ein Exemplar des von Sugita Gempaku 1774 herausgegebenen „Neuen Buchs der Anatomie“ (Kaitai Shinsho), einer Übersetzung der „Anatomischen Tafeln“ des Breslauer Anatomen Johann Adam Kulmus. Die Abbildungen in diesem Werk stimulierten ihn so sehr, dass er Schüler des Hollandkundlers und Arztes Hashimoto Sōkichi (橋本宗吉) wurde. Der Lerneifer des damals fast 50 Jahre alten Fuseya machte auf den 16 Jahre jüngeren Lehrmeister einen großen Eindruck und führte zu einer engen persönlichen Beziehung der beiden.
Neben seinen theoretischen Studien zur westlichen Medizin nahm Fuseya an einigen seinerzeit noch raren Leichensektionen teil. Überdies führte er eigene Tiersektionen und anatomische Experimente durch, um die Funktionen von Niere, Harnweg, Blase, Galle, Gallengänge, Milz, Herz, Nerven u. a. m. zu erkunden. Das heute berühmteste seiner Experimente fand anlässlich der Sektion einer Frauenleiche statt, die er am 13. Mai 1800 zusammen mit Ōya Shōsai (大矢 尚斎, 1765–1826) und Kagami Bunken (各務 文献, 1755–1819) vornahm. Hierbei injizierte er Tusche über die Nierenarterie in die Niere und beobachtete, dass über den Harnleiter eine klare Flüssigkeit herauslief. Er und seiner Gefährten repräsentieren eine wachsende Zahl von Hollandkundlern, die zwar Zweifel an den traditionellen chinesischen Doktrinen hegen, doch die über europäische Bücher ins Land gelangten westlichen Lehren nicht blindlings übernahmen, sondern durch eigene praktische Untersuchungen überprüften.
1805 veröffentlichte er die „Gespräche zur Holland Medizin“ (Oranda Iwa, 和蘭医話). Die 28 „Gespräche“ sind in der Form von Frage und Antwort angelegt, um auch Laien in die Medizin, besonders die westliche Medizin einzuführen. Inhaltlich erstreckt sich das Werk von anatomischen Fragen über Medikamente bis hin zu Akupunktur- und Moxapunkten. Die Schrift enthält auch seine vielfältigen Experimente.
Fuseya gilt heute als Vater der experimentellen Physiologie in Japan. 1967 stifteten die Physiological Society of Japan und die Japanese Society for the History of Medicine einen Gedenkstein im Areal des Wakō-Tempels (Wakō-ji) zu Osaka.

## Werke
- Fuseya Soteki: Ruin shōsen. Yamaguchiya Mataichirō, 1803  (伏屋素狄『類音小牋』山口屋又一郎, 享和3年刊)
- Fuseya Soteki: Shisei Tekisan. Yamaguchiya Mataichirō, 1803 (伏屋素狄『四聲摘纂』山口屋又一郎, 享和3年刊)
- Fuseya Soteki: Oranda Iwa. Osaka: Ueda Kichibē, 1805 (伏屋素狄述『和蘭医話』浪速：上田吉兵衛, 文化2年刊)